# 米耶-维莱特
米耶-维莱特（法語：Muille-Villette）是法国上法兰西大区索姆省的一个市镇，属于佩罗讷区。该市镇于1790-1794年间由米耶（Muille）和维莱特（Villette）合并而成。

## 地理
米耶-维莱特（49°43'39"N, 3°4'0"E）面积6.53 平方千米，位于法国上法蘭西大區索姆省，该省份为法国北部沿海省份，北起加来海峡省和北部省，西接滨海塞纳省和大西洋英吉利海峡，南至瓦兹省，东临埃纳省。
与米耶-维莱特接壤的市镇（或旧市镇、城区）包括：戈朗库尔、布鲁希、埃珀维尔、埃姆里阿隆、阿姆。
米耶-维莱特的时区为UTC+01:00、UTC+02:00（夏令时）。

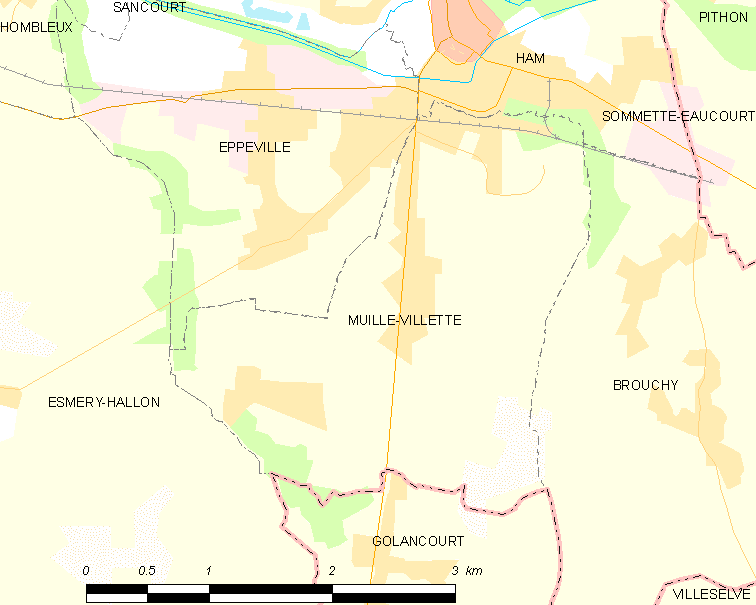
米耶-维莱特的OSM定位图

## 行政
米耶-维莱特的邮政编码为80400，INSEE市镇编码为80579。

## 政治
米耶-维莱特所属的省级选区为阿姆县。

## 人口

1962-2008年间米耶-维莱特人口变化图示

米耶-维莱特于2022年1月1日时的人口数量为790人。